# Incongruência de gênero
A incongruência ou incongruidade de gênero (português brasileiro) ou género (português europeu) (em inglês:  gender incongruence) é um termo usado na nova edição da Classificação Internacional de Doenças (CID-11), publicada em junho de 2018. De acordo com esta edição, os transtornos de identidade de gênero segundo a CID-10 —transexualidade, travestismo de duplo papel e outros tipos de disforia de gênero — estão excluídos da lista de transtornos mentais e comportamentais, transferidos para a seção "condições relativas à saúde sexual", e dividido em 3 subseções:
- Incongruência de gênero em adolescentes ou adultos (HA60);[6]
- Incongruência de gênero na infância (HA61);[7]
- Incongruência de gênero não especificada (HA6Z).[8]

Tem havido ampla evidência científica para mostrar que as condições relacionadas à transgeneridade e à diversidade de gênero não são problemas de saúde mental. A classificação dessas variações como transtornos mentais leva à estigmatização.
A incompatibilidade de gênero na adolescência e idade adulta (HA60) é caracterizada por uma desconexão pronunciada e persistente entre gênero e sexo atribuído no nascimento por pessoas que têm pelo menos duas das seguintes características: 1) forte rejeição ou desconforto das características sexuais primárias ou secundárias; 2) um forte desejo de se livrar de algumas ou de todas as suas características sexuais primárias e/ou secundárias devido à sua inconsistência com o gênero; 3) um forte desejo de ter características sexuais primárias e/ou secundárias de um gênero percebido. A pessoa tem um forte desejo de viver e ser aceita como uma pessoa de gênero percebido. O sentimento de incongruidade de gênero deve estar presente continuamente por pelo menos vários meses. O diagnóstico não pode ser feito antes da puberdade. A exceção são os transtornos parafílicos. O comportamento com variância de gênero em si não é uma base para um diagnóstico.
A nova versão do CID foi apresentada para aprovação final na Assembleia Mundial da Saúde em maio de 2019 e entrou em vigor em 1 de janeiro de 2022. Esta versão era preliminar e introdutória por natureza e permitiria que os países elaborem planos para o uso da nova versão, preparem suas traduções e realizem treinamento nacional de profissionais de saúde.